# Stari Breg
Stari Breg – wieś w Słowenii, w gminie Kočevje. W 2018 roku liczyła 3 mieszkańców.